# Feldherrnhalle
Portyk Marszałków (niem. Feldherrnhalle) – monumentalny portyk na Odeonsplatz w Monachium w Bawarii, w południowych Niemczech. Wzorowany na Loggia dei Lanzi we Florencji. Został zamówiony w 1841 roku przez króla Ludwika I, aby uczcić tradycję jego armii.
W listopadzie 1923 portyk był miejscem krótkiej bitwy, która zakończyła pucz monachijski. W czasach nazistowskich służył jako pomnik upamiętniający śmierć w puczu 16 członków partii nazistowskiej.

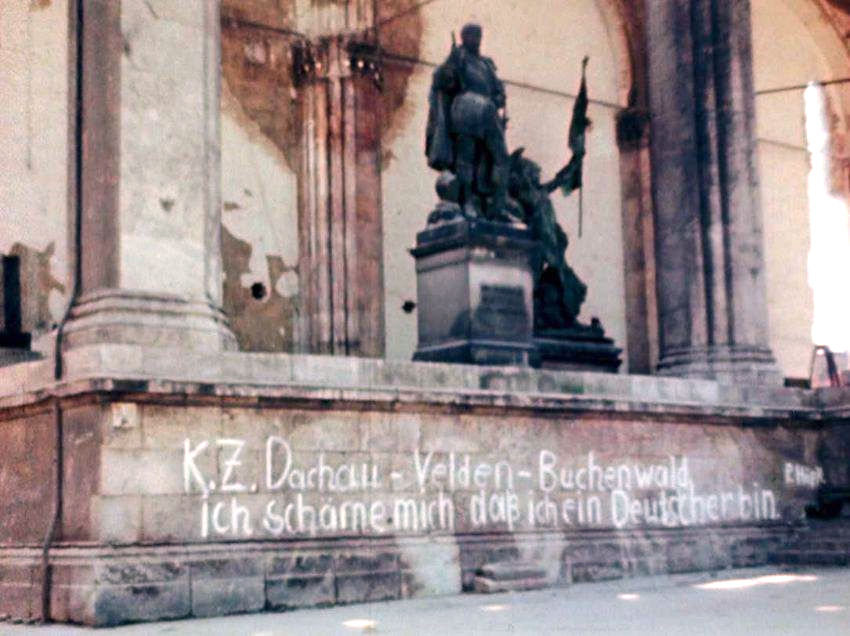
Amerykańska fotografia barwna przedstawia napis komentujący nazistowskie zbrodnie. Feldherrnhalle po zajęciu miasta przez wojska amerykańskie w 1945. Napis wykonany w jęz. niemieckim: Obozy koncentracyjne Dachau - Velden - Buchenwald; wstydzę się, że jestem Niemcem.

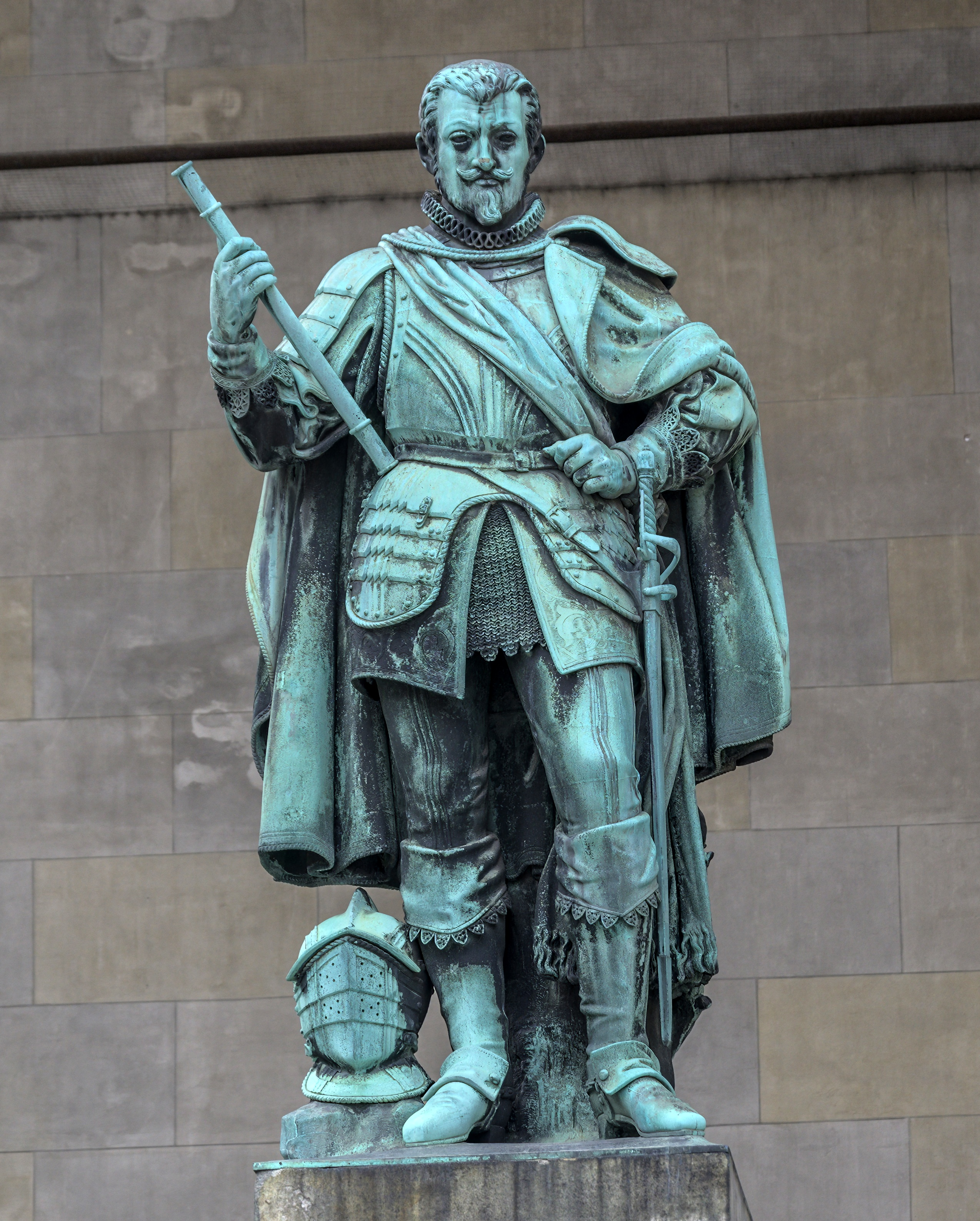
Figura Johana von Tilly
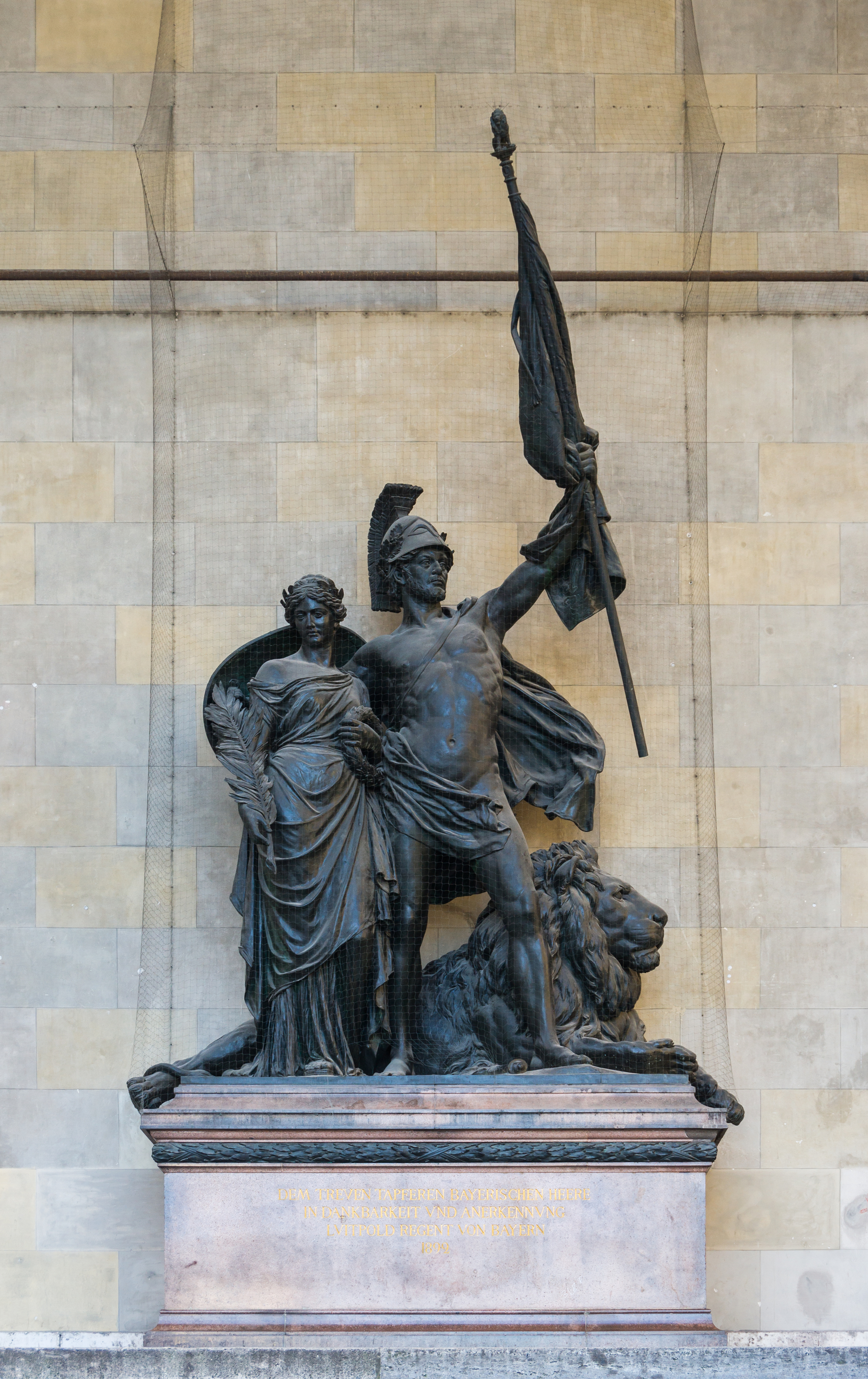
Grupa figur Bayerisches Armeedenkmal
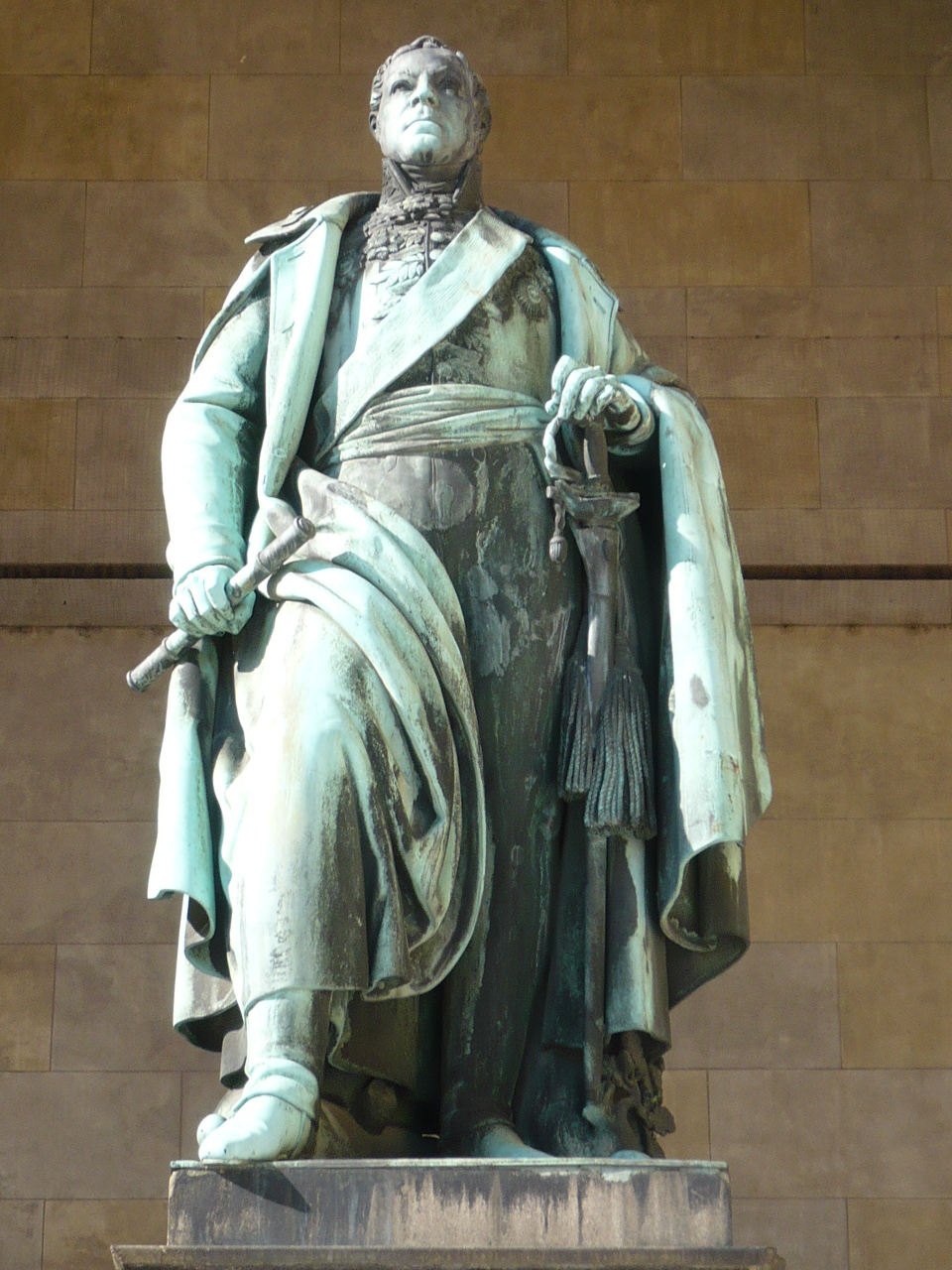
Figura Karla Philippa von Wrede
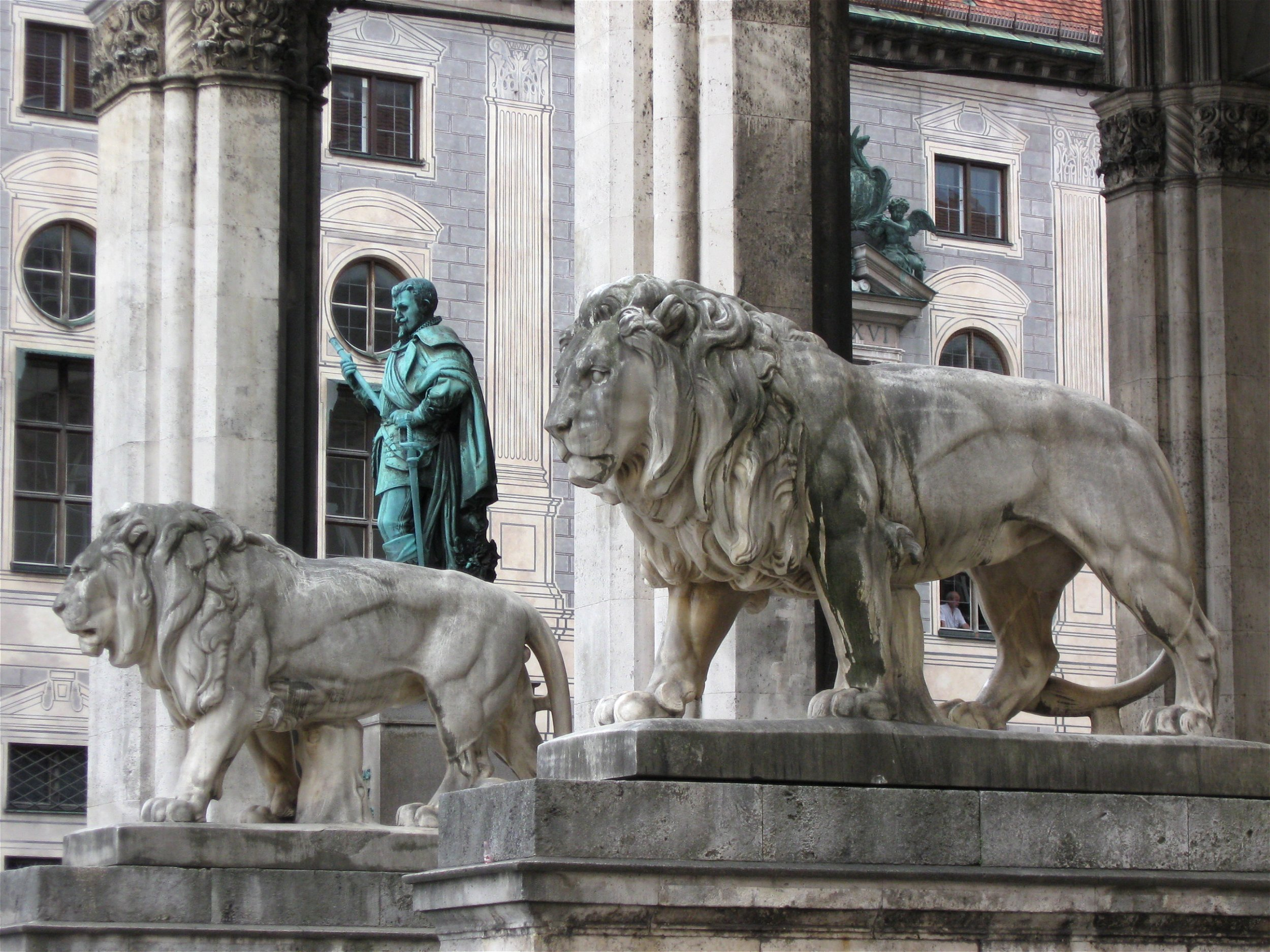
Lwy
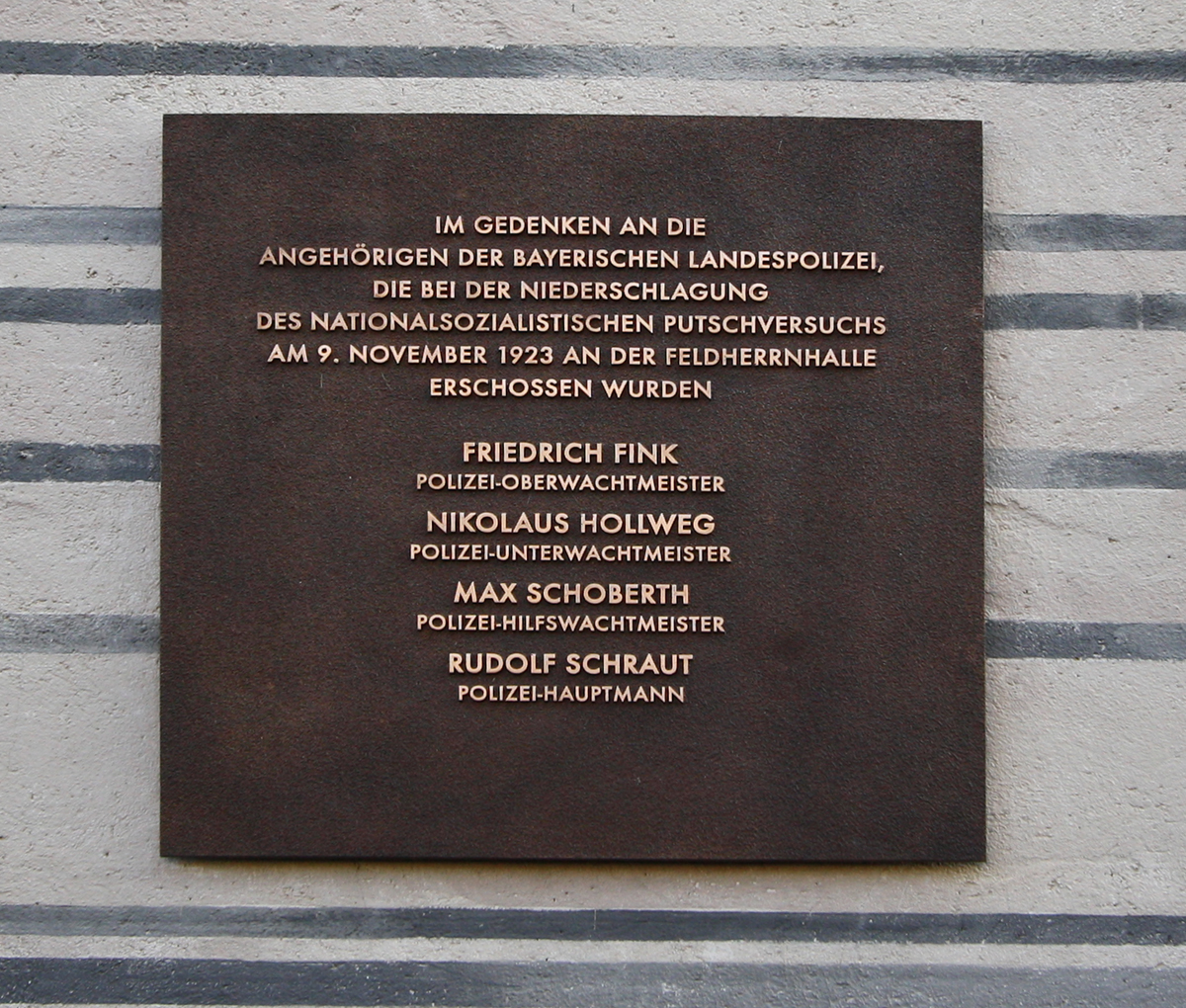
Upamiętnienie czterech policjantów zabitych podczas puczu monachijskiego w 1923